# Ostálka
Ostálka (Zinnia) je rod okrasných rostlin, které pocházejí z jihozápadu Spojených státu, Mexika, Střední a Jižní Ameriky. Rod je tvořen asi 20 druhy, z nichž pouze některé dostály takové obliby, že jsou pěstovány po celé Severní Americe, Evropě i v dalších oblastech. Ze zahrad se občas pomoci semen samovolně šíří do volné přírody.
Ostálky jsou v ostatních evropských jazycích známé pod národní transkripcí vědeckého jména, tedy zinie (čti cínie). Vědecké rodové jméno dostaly tyto rostliny po profesoru botaniky Johannu G. Zinnovi, který žil v 18. století a pocházel z Göttingenu v Německu.

## Ekologie
Ostálky se pěstují ve výživné, propustné půdě na plném slunci. Nesnášejí mráz a v místech, kde by jim mohly být ohroženy se vysazují na jaře až po pominutí tohoto nebezpečí. Při delším letním suchu vadnou a proto je nutno počítat se zálivkou. Špatně snášejí i chladné a mokré období, tehdy jsou ohroženy plísněmi. Za příznivých podmínek obvykle kvetou, v závislosti na počasí, od konce června do října.

## Popis
Tyto převážně jednoleté rostliny s řídce větvenými lodyhami dorůstají výše 10 až 100 cm. Lodyžní listy vyrůstají vstřícně nebo střídavě a jsou přisedlé. Jejich čepele bývají kopinaté, eliptické, nebo vejčité, na bázi klínovité nebo zaoblené, okraje mají celistvé a jsou oboustranně krátce chlupaté. Na koncích větví vyrůstají zvonkovité nebo cylindrické úbory se zákrovy tvořenými až 30 listeny ve třech až čtyřech řadách. Ve středu květního lůžka je 20 až 150 oboupohlavných, pětičetných, trubkovitých květů barvy žluté až načervenalé či purpurové. Po obvodu lůžka rostou samičí, jazykovité květy (někdy ve více řadách) se žlutou ligulou. Plody jsou nažky bez ochmýření, z oboupohlavných květů jsou ploché a ze samičích trojhranné.

## Použití
Rostliny které se pěstují často nebývají přírodní druhy, ale kultivary vzniklé dlouhodobým šlechtěním nebo hybridy dosažené mnohočetným křížením. Přestože ostálky jsou původně rostliny diploidní, byly získány i druhy polyploidní. Cílem těchto manipulací je dosáhnout lépe vybarvených, pestřejších a trvanlivějších květů, včasnějšího kvetení a odolnosti proti chorobám a nepříznivým klimatickým podmínkám.
Ostálky se pěstují ze semen, která se ve středoevropských podmínkách každoročně počátkem jara vysévají do skleníků nebo pařenišť a takto předpěstované sazenice se vysazují na záhony. Protože semena v půdě teplé cca 20 °C vyklíčí zhruba do týdne, lze je na teplých a osluněných místech vysévat přímo na stanoviště, byť se do květu dostávají poněkud později. Nejčastěji se používají v zahradách jako dlouho kvetoucí letničky, kde září širokou paletou pestrých barev. Jsou velmi vhodné k řezu, ve váze vydrží dlouho čerstvé.

## Taxonomie
Mezi nejznámější druhy přímo pěstované nebo užívané k dalšímu šlechtění patří:
- ostálka Haageova (Zinnia haageana Regel)
- ostálka peruánská (Zinnia peruviana (L.) L.)
- ostálka sličná (Zinnia elegans Jacq.)
- ostálka úzkolistá (Zinnia angustifolia Kunth)
- ostálka velkokvětá (Zinnia grandiflora Nutt.).[7]

## Galerie

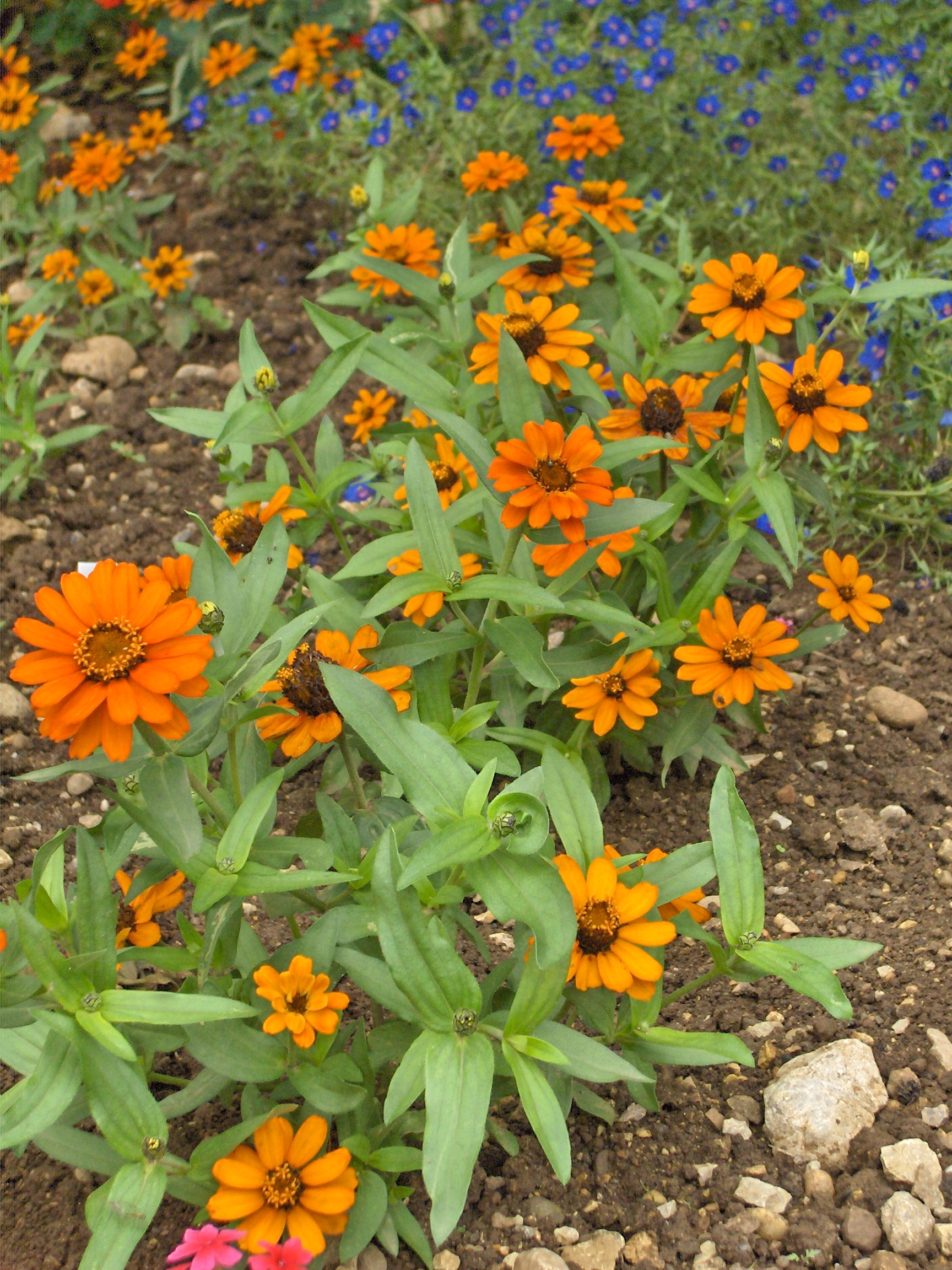
Ostálka úzkolistá
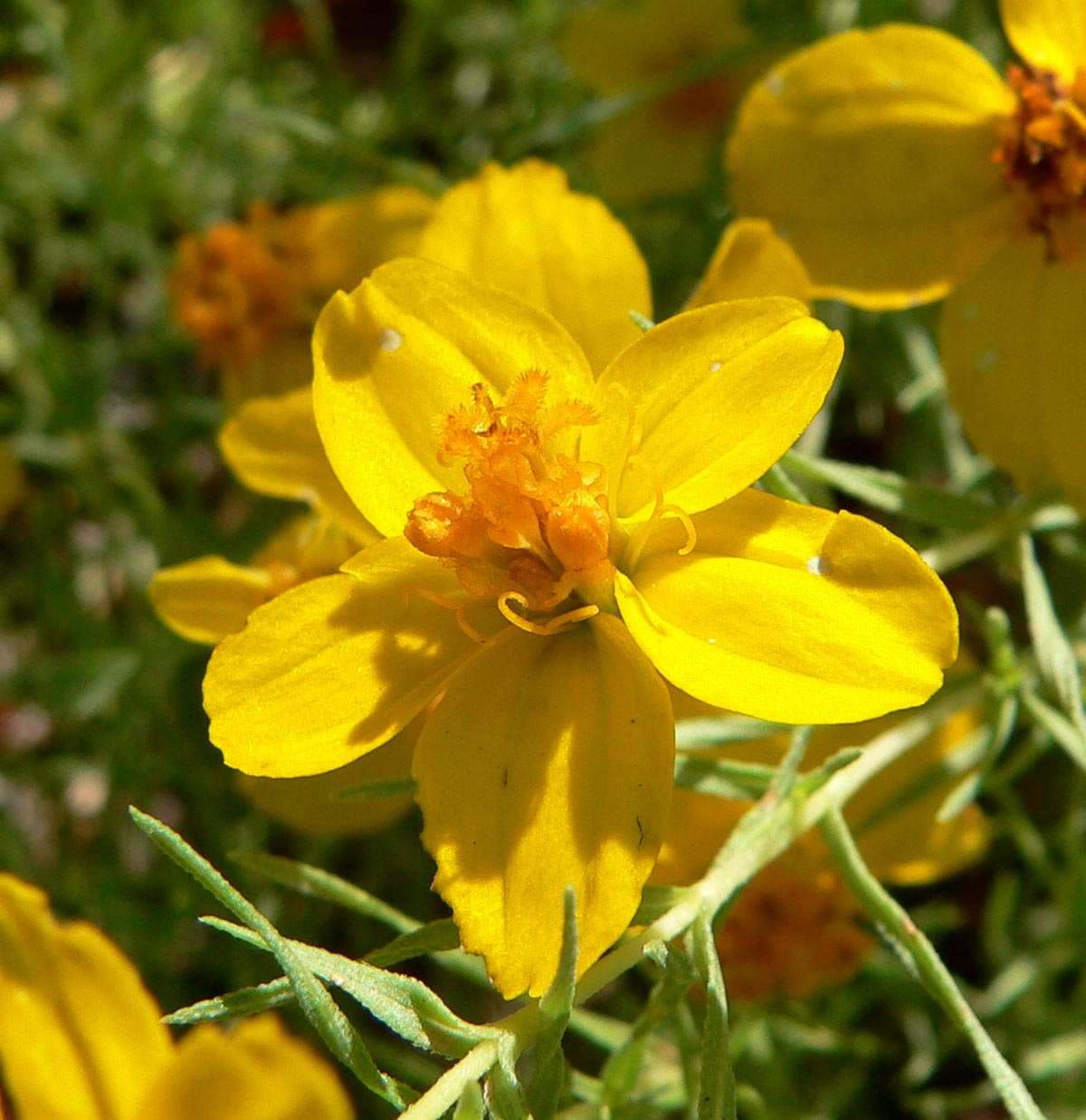
Ostálka velkokvětá
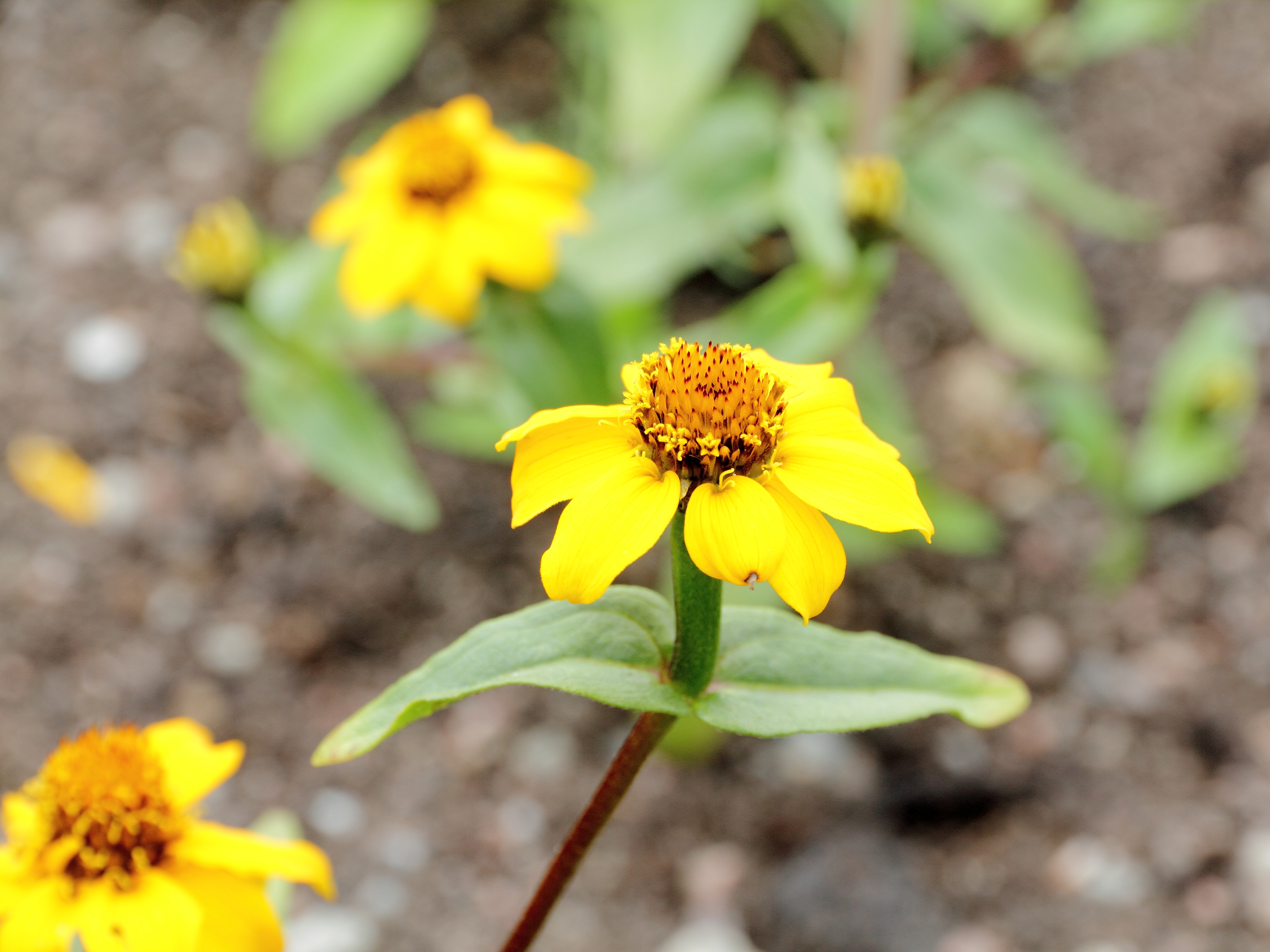
Ostálka Haageova
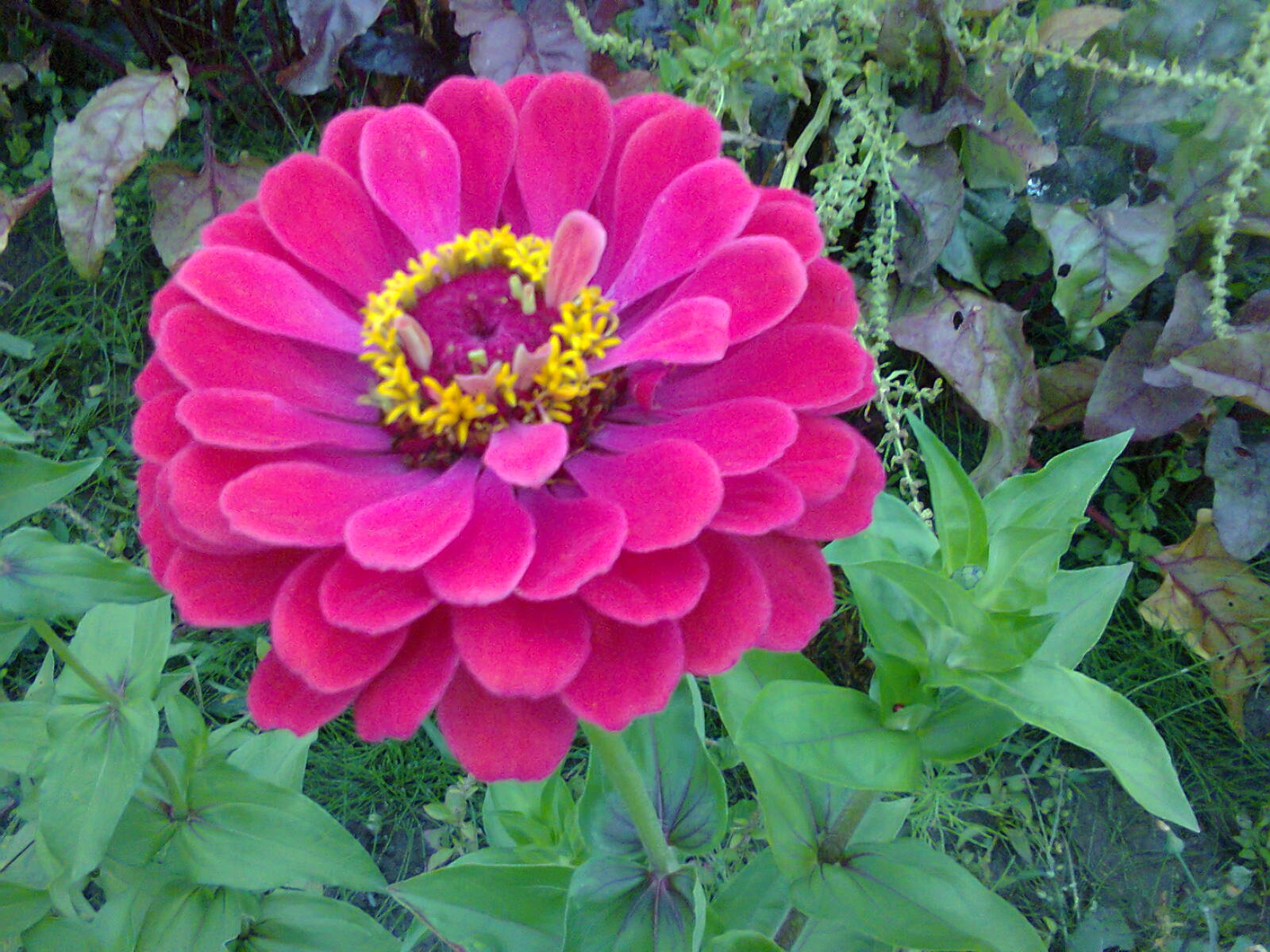
Ostálka sličná
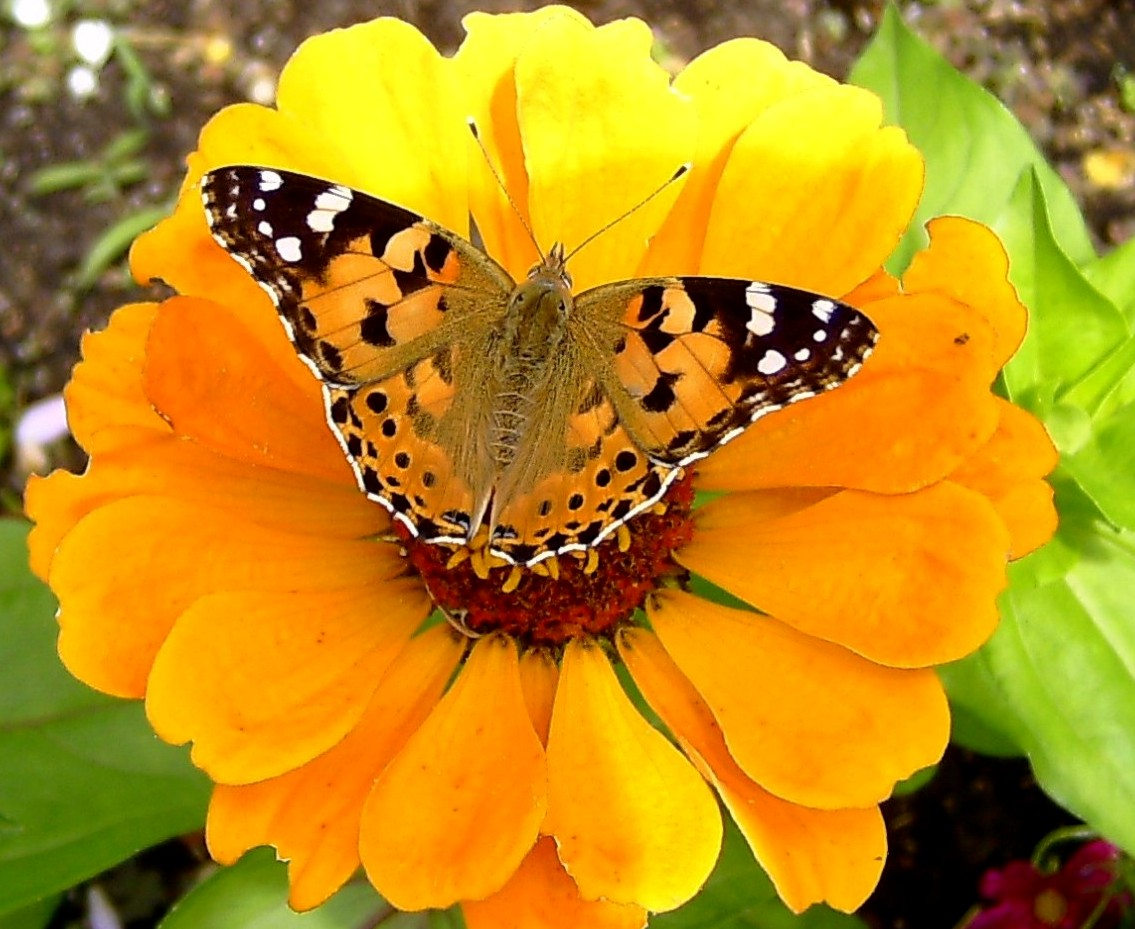
Vanessa cardui na Zinnia elegans